# Theresa Zabell
Theresa Zabell, född den 22 maj 1965 i Ipswich, är en spansk seglare.
Hon tog OS-guld i 470 i samband med de olympiska seglingstävlingarna 1996 i Atlanta.